# Sablet
Sablet is een gemeente in het Franse departement Vaucluse (regio Provence-Alpes-Côte d'Azur) en telt 1249 inwoners (2005). De plaats maakt deel uit van het arrondissement Carpentras.

## Geografie
De oppervlakte van Sablet bedraagt 11,1 km², de bevolkingsdichtheid is 112,5 inwoners per km².
De onderstaande kaart toont de ligging van Sablet met de belangrijkste infrastructuur en aangrenzende gemeenten.

## Demografie
Onderstaande figuur toont het verloop van het inwonertal (bron: INSEE-tellingen).